# Pteropus gilliardorum
Pteropus gilliardorum es una especie de murciélago de la familia Pteropodidae.

## Distribución geográfica
Es  endémica de Papúa Nueva Guinea.

## Hábitat
Su hábitat natural son: zonas tropicales o subtropicales, de bosques áridos y pantanos.